# 동물의 세계
《동물의 세계》는 KBS 1TV에서 1992년 4월 6일부터 2018년 5월 25일까지 방송했던 해외 동물 다큐멘터리 프로그램이었다.

## 프로그램 소개
KBS를 대표하는 동물 전문 다큐멘터리 프로그램

## 개요
BBC, 내셔널지오그래픽, NHK, 유럽 최고 다큐멘터리 제작사 등 세계 일류 다큐멘터리 전문 제작사들이 제작한 고급 다큐멘터리를 엄선해 한국어로 더빙해 시청자들에게 소개한다.

## 방송 시간
| 방송 채널 | 방송 기간                                                          | 방송 시간                                                            |
| --------- | ------------------------------------------------------------------ | -------------------------------------------------------------------- |
| KBS 1TV   | 1992년 10월 5일 ~ 1993년 4월 30일                                  | 매주 평일 저녁 5:40 ~ 6:00(20분)                                     |
| KBS 1TV   | 1993년 10월 18일 ~ 1994년 2월 18일                                 | 매주 평일 저녁 5:45 ~ 6:15(30분)                                     |
| KBS 1TV   | 1994년 2월 21일 ~ 1994년 10월 7일                                  | 매주 평일 저녁 5:55 ~ 6:15(20분)                                     |
| KBS 1TV   | 1994년 10월 10일 ~ 1995년 5월 4일                                  | 매주 평일 저녁 5:55 ~ 6:20(25분)                                     |
| KBS 1TV   | 1995년 5월 8일 ~ 1995년 6월 10일                                   | 매주 평일 저녁 5:55 ~ 6:20(25분) 매주 토요일 저녁 6:00 ~ 7:00(1시간) |
| KBS 1TV   | 1995년 6월 12일 ~ 1995년 6월 17일 1995년 6월 19일 ~ 1995년 9월 2일 | 매주 평일 저녁 5:55 ~ 6:20(25분) 매주 토요일 저녁 5:50 ~ 6:50(1시간) |
| KBS 1TV   | 1995년 9월 4일 ~ 1996년 2월 24일                                   | 매주 평일 저녁 5:30 ~ 6:00(30분) 매주 토요일 저녁 6:00 ~ 7:00(1시간) |
| KBS 1TV   | 1996년 2월 26일 ~ 1996년 3월 2일                                   | 매주 평일 저녁 5:30 ~ 6:00(30분) 매주 토요일 저녁 6:00 ~ 6:50(50분)  |
| KBS 1TV   | 1996년 3월 4일 ~ 1996년 3월 8일                                    | 매주 평일 저녁 5:30 ~ 6:00(30분)                                     |
| KBS 1TV   | 2016년 4월 25일 ~ 2017년 5월 26일                                  | 매주 평일 저녁 5:30 ~ 6:00(30분)                                     |
| KBS 1TV   | 2018년 2월 19일 ~ 2018년 5월 25일                                  | 매주 평일 저녁 5:30 ~ 6:00(30분)                                     |
| KBS 1TV   | 1996년 3월 11일 ~ 1998년 2월 28일                                  | 매주 평일 저녁 5:30 ~ 6:00(30분) 매주 주말 저녁 6:10 ~ 7:00(50분)    |
| KBS 1TV   | 1998년 3월 2일 ~ 1998년 10월 11일                                  | 매주 평일 저녁 5:30 ~ 6:00(30분) 매주 주말 저녁 6:15 ~ 7:00(45분)    |
| KBS 1TV   | 1998년 10월 12일 ~ 1999년 4월 30일                                 | 매주 평일 저녁 5:25 ~ 5:50(30분)                                     |
| KBS 1TV   | 1999년 5월 3일 ~ 2003년 10월 31일                                  | 매주 평일 저녁 5:20 ~ 5:45(25분)                                     |
| KBS 1TV   | 2007년 4월 30일 ~ 2010년 12월 31일                                 | 매주 평일 저녁 5:15 ~ 5:40(25분)                                     |
| KBS 1TV   | 2011년 1월 3일 ~ 2014년 12월 31일                                  | 매주 평일 저녁 5:20 ~ 5:40(20분)                                     |
| KBS 1TV   | 2017년 5월 29일 ~ 2017년 9월 1일                                   | 매주 평일 저녁 5:30 ~ 6:00(30분)                                     |
| KBS 1TV   | 2017년 5월 29일 ~ 2017년 9월 1일                                   | 매주 토요일 저녁 5:10 ~ 5:40(30분)                                   |
| KBS 1TV   | 2017년 9월 4일 ~ 2017년 10월 7일                                   | 매주 평일 저녁 5:10 ~ 6:00(50분)                                     |
| KBS 1TV   | 2017년 9월 4일 ~ 2017년 10월 7일                                   | 매주 토요일 저녁 5:20 ~ 6:10(50분)                                   |
| KBS 1TV   | 2017년 10월 9일 ~ 2017년 12월 30일                                 | 매주 평일 저녁 5:10 ~ 6:00(50분)                                     |
| KBS 1TV   | 2017년 10월 9일 ~ 2017년 12월 30일                                 | 매주 토요일 저녁 5:10 ~ 5:40(30분)                                   |
| KBS 1TV   | 2018년 1월 1일 ~ 2018년 1월 26일                                   | 매주 평일 저녁 5:10 ~ 6:00(50분)                                     |
| KBS 1TV   | 2018년 2월 12일 ~ 2018년 2월 15일                                  | 매주 평일 저녁 5:10 ~ 6:00(50분)                                     |
| KBS 1TV   | 2018년 1월 29일 ~ 2018년 2월 9일                                   | 매주 평일 저녁 5:10 ~ 5:30(20분)                                     |
| KBS 2TV   | 1993년 5월 3일 ~ 1993년 10월 15일                                  | 매주 평일 저녁 5:30 ~ 5:45(15분)                                     |
| KBS 2TV   | 1999년 10월 24일 ~ 2001년 4월 29일                                 | 매주 일요일 아침 6:30 ~ 7:15(45분)                                   |
| KBS 2TV   | 2005년 5월 2일 ~ 2005년 7월 1일                                    | 매주 평일 오후 4:30 ~ 저녁 5:00(30분)                                |
| KBS 2TV   | 1992년 4월 6일 ~ 1992년 10월 2일                                   | 매주 평일 저녁 5:30 ~ 6:00(30분)                                     |
| KBS 2TV   | 2005년 7월 4일 ~ 2005년 10월 28일                                  | 매주 평일 저녁 5:30 ~ 6:00(30분)                                     |
| KBS 2TV   | 2003년 11월 3일 ~ 2004년 10월 28일                                 | 매주 월요일 ~ 목요일 저녁 5:30 ~ 6:00(30분)                          |
| KBS 2TV   | 2005년 10월 31일 ~ 2007년 4월 27일                                 | 매주 평일 저녁 5:00 ~ 5:30(30분)                                     |
| KBS 2TV   | 2015년 1월 5일 ~ 2015년 6월 19일                                   | 매주 월요일 ~ 목요일 저녁 5:40 ~ 6:00(20분)                          |
| KBS 2TV   | 2015년 7월 6일 ~ 2015년 8월 13일                                   | 매주 월요일 ~ 목요일 저녁 5:40 ~ 6:00(20분)                          |
| KBS 2TV   | 2015년 6월 26일 ~ 2015년 7월 3일                                   | 매주 평일 저녁 5:40 ~ 6:00(20분)                                     |
| KBS 2TV   | 2015년 8월 17일 ~ 2015년 9월 17일                                  | 매주 월요일 ~ 목요일 오후 4:35 ~ 4:55(20분)                          |
| KBS 2TV   | 2015년 9월 21일 ~ 2015년 12월 31일                                 | 매주 월요일 ~ 목요일 오후 4:40 ~ 저녁 5:00(20분)                     |
| KBS 2TV   | 2016년 2월 15일 ~ 2016년 4월 21일                                  | 매주 월요일 ~ 목요일 오후 4:40 ~ 저녁 5:00(20분)                     |
| KBS 2TV   | 2016년 1월 4일 ~ 2016년 2월 12일                                   | 매주 월요일 ~ 목요일 오후 4:40 ~ 저녁 5:00(20분)                     |
| KBS 2TV   | 2016년 1월 4일 ~ 2016년 2월 12일                                   | 매주 금요일 저녁 6:00 ~ 6:20(20분)                                   |